# Bootylicious
Bootylicious è un singolo pop della girlband statunitense Destiny's Child, terzo estratto dal terzo album in studio Survivor, pubblicato il 26 giugno 2001. Il brano è stato il quarto numero uno del gruppo nella classifica statunitense, ottenendo ampio successo, tanto da rendere popolare il neologismo "bootylicious", aggiunto successivamente nell'Oxford English Dictionary.

## Composizione e testo
Il brano, scritto e prodotto da Beyoncé Knowles con la collaborazione di Rob Fusari e Faltone Moore, è caratterizzato da un ritmo decisamente veloce e incalzante, e utilizza un campionamento di Edge of Seventeen, canzone del 1981 della cantante rock Stevie Nicks. Inoltre, il brano si ispira ad una delle prime canzoni incise dalle Destiny’s Child (“Boy, I want you”) quando ancora si chiamavano Girl’s Time ed avevano una formazione differente.
È il primo singolo del gruppo in cui Kelly Rowland appaia come cantante principale, esibendosi in entrambe le strofe. Il testo, oltre a parlare di una serata in discoteca in cui le ragazze irrompono da vere mattatrici, parla di sicurezza in sé stessi e di come sia doveroso amare il proprio corpo, a prescindere dalla taglia. Il ritornello è indirizzato a un ipotetico uomo che non è pronto a stare con la protagonista, in quanto il corpo della ragazza è troppo bello per lui.

### Etimologia del termine
Il termine «bootylicious» è apparso per la prima volta, con intenti dispregiativi, in un brano di Dr. Dre e Snoop Dogg del 1992, Fuck Wit Dre Day (And Everybody's Celebratin). Beyoncé ha recuperato il termine conferendogli un significato diverso, ovvero di voluttuoso, attraente e pieno di curve. Da quando la canzone è diventata una sorta di inno in tutto il mondo, molti dizionari ed enciclopedie hanno introdotto il termine tra le loro pagine, compresa la prestigiosa enciclopedia di Oxford; la parola nasce dalla fusione tra "booty" (natiche) e "delicious" (delizioso).

## Video
Il videoclip del singolo è stato diretto da Matthew Rolston ed è stato presentato in anteprima mondiale su MTV Making The Video. Vengono mostrate diverse tipologie fisiche e comportamentali di persone che si atteggiano di fronte alla videocamera come se si stessero preparando davanti allo specchio, in riferimento al messaggio della canzone che spinge chiunque ad amare il proprio corpo ed accettarlo per quello che è. In questa carrellata di personaggi appare anche la cantante Stevie Nicks, responsabile del beat della canzone preso in prestito da un suo vecchio pezzo, alla quale il gruppo ha chiesto personalmente di apparire in un cammeo. Tra gli altri compare anche la sorella di Beyoncé, Solange Knowles. Le cantanti appaiono con un look decisamente vistoso e appariscente, che comprende catene d'oro al collo, vestiti dai colori sgargianti (gialli, fucsia e azzurri), e tacchi alti. Beyoncé appare con un dente dorato e i capelli biondi con le punte rosa acceso. Le tre ragazze ballano su un podio circondate da una schiera di ballerini a torso nudo, e tre di questi vengono spesso mostrati di spalle, con i pantaloni leggermente abbassati che lasciano intravedere la scritta "Destiny" sui boxer. In una scena il gruppo rende omaggio a Michael Jackson, imitando i passi dell'artista e indossando degli abiti tipici dello stile del cantante. Pochi mesi dopo il lancio del video, il gruppo si è esibito al concerto in onore dei 30 anni della carriera dell'artista, proponendo un medley di Bootylicious e Billie Jean.

### Remix
Dopo il successo del singolo e del video in programmazione su tutti i canali musicali, il gruppo ha girato anche un altro video. Il videoclip per il remix di Bootylicious prodotto da Rockwilder e Missy Elliott è stato diretto da Little X, ed ha un'ambientazione molto più hip-hop e urbana rispetto all'altro. Missy Elliott esegue una strofa in questo remix, ed appare nel video in una tuta rosa. Le ragazze della band ed Elliott si esibiscono da sole in alcune scene, sullo sfondo di murales e writings che riproducono il loro nome, in compagnia di bambine-sosia. In altre scene appaiono insieme davanti a una folla di ragazzi che balla. È il primo video in cui Kelly Rowland abbia i capelli ricci e un look hip-hop.
Questo remix non è apparso su nessuna versione del cd singolo, ma sull'album di remix This Is the Remix.

## Successo commerciale
Il singolo è entrato nella Billboard Hot 100 il 9 giugno 2001, e ha raggiunto la vetta della classifica il 4 agosto, diventando la quarta numero 1 del gruppo e il singolo di maggior successo tratto dall'album Survivor in patria. Rimasto in classifica per 19 settimane, il singolo ha relegato alla posizione numero 2 Loverboy di Mariah Carey. Nelle classifiche R&B il singolo è arrivato al numero 2. Nel Regno Unito il pezzo ha debuttato al numero 2 e ha venduto più di 169 000 copie, diventando uno dei più grandi successi della band. Sia in Australia che in Nuova Zelanda è arrivato al numero 4.
In Italia è stato il terzo singolo della band ad entrare in classifica, arrivando al numero 16 e passando 7 settimane nella top20. In Norvegia e Paesi Bassi è arrivato al numero 5, mentre in Svizzera ha mancato per poco la top10 fermandosi al numero 11. Anche in Finlandia è arrivato all'undicesima posizione, passando però solo 5 settimane nella top20.
In Svezia è stato il terzo singolo del gruppo ad entrare in top10, debuttando e fermandosi al numero 8, dove è rimasto per 4 settimane di seguito. Il successo del singolo in molti paesi ha aumentato ulteriormente le vendite dell'album Survivor e ha consolidato lo status del gruppo.

## Tracce
CD-Maxi Columbia 671393 2 (Sony) / EAN 5099767139325
1. Bootylicious (Album Version) - 3:27
2. Bootylicious (Ed Case Refix) - 4:45
3. Bootylicious (M&J's Jelly Remix) - 3:40
4. Bootylicious (Video)

CD-Single Columbia 671 393 1
1. Bootylicious (Album Version) - 3:27
2. Bootylicious (Ed Case Refix) - 4:45

## Classifiche
| Classifica (2001) | Posizione |
| ----------------- | --------- |
| Australia         | 4         |
| Austria           | 23        |
| Belgio (Fiandre)  | 9         |
| Belgio (Vallonia) | 7         |
| Canada            | 4         |
| Danimarca         | 12        |
| Paesi Bassi       | 5         |
| Finlandia         | 11        |
| Francia           | 14        |
| Germania          | 10        |
| Giappone          | 4         |
| Grecia            | 18        |
| Italia            | 16        |
| Nuova Zelanda     | 4         |
| Norvegia          | 5         |
| Svezia            | 8         |
| Svizzera          | 11        |
| Regno Unito       | 2         |
| Stati Uniti       | 1         |